# 海老沢亮
海老沢 亮(えびさわ あきら, 1883年1月23日 - 1959年1月6日) は日本組合基督教会の牧師であり、戦前は日本基督教連盟総主事として神の国運動を推し進め、戦後は日本基督教協議会(NCC) の初代総主事として超教派の活動を行った。

## 生涯

### 初期
水戸藩士海老沢知成の3男として、茨城県西茨城郡笠間町に生まれる。立志学館を卒業した後、札幌農学校土木工学科で学ぶ。農学校在学中に、婦人宣教師のA・M・ドーデ―の英語教室でキリスト教に触れて, 1900年(明治33年) 田中兎毛牧師から洗礼を受ける。
1902年 (明治35年) に農学校を卒業後、日本鉄道会社に入社し、鉄道技手に任命される. 1904年(明治37年) 日露戦争が始まると陸軍少尉として、歩兵第25連隊に加わり、旅順に出征するが帰隊命令を受けて旅順攻囲戦には参加していない。所属部隊は旅順攻囲作戦に参加し203高地で全滅する。

### 日本組合基督教会の牧師時代
日露戦争後、同志社神学校(1904年創立) に入学する。在学中に今出川教会の設立に協力し、尼崎教会の伝道師を兼任する。卒業後、日本組合基督教会の按手礼を受け牧師になり、大阪梅田、札幌北光、京都などの教会を歴任する。宗教教育の必要性を訴えて、日本宗教教育教会を創立する。日本日曜学校協会の理事も務める。

### 日本基督教連盟 - 神の国運動
教派協調の必要を訴えて, 1928年(昭和3年) から日本基督教連盟総主事になる. 6月14日から17日まで日本基督教連盟、全国基督教協議会が開かれて、全国協同伝道の実施を定める。
J・R・モットの働きかけを受け, 1929年(昭和4年) 4月12日には日本基督教連盟の全国基督教協議会と賀川豊彦の提案により、神の国運動を提唱される。海老沢は運動の中央幹事を兼任し、賀川豊彦と共に全国的な伝道を展開する。
1939年(昭和14年) には自宅を開放して江古田教会を創設し、日本基督教連盟総主事を退く。

### 日本基督教団
1941年(昭和16年) に日本基督教団成立時は、出版局長と東亜局長を兼任する。北支教会を訪問中に終戦を迎え、侵攻してきたソ連兵に抑留される。

### NCC
1946年(昭和21年) に日本に引き揚げる. 1948年(昭和23年) には日本基督教協議会初代総主事に就任し、1956年(昭和29年) まで務める。
1959年(昭和34年) には宣教百年記念運動幹事としても活躍するが、健康上の理由で辞任し、『日本キリスト教百年史』を執筆中に病状が悪化して死去する。

## 著作
- 『宗教教育の心理学的基礎』(1932)
- 『宗教教育教授法要領』(1933)
- 『宗教教育の諸相』(1936)
- ベーツ著、海老沢訳『信教の自由に関する研究』(1949)